# Enchentes na Espanha em 2024
As Inundações de Espanha em 2024 começaram em 29 de outubro, quando chuvas torrenciais, que equivaleriam ao volume da precipitação anual, ocorreram em apenas 8 horas em várias áreas no sudeste do país, incluindo a Comunidade Valenciana, Castela-Mancha e Andaluzia. As inundações causaram a morte de 236 pessoas (228 na Comunidade Valenciana, 7 em Castela-La Mancha e 1 na Andaluzia) e ainda danos materiais avultados.

## Contexto
A cidade de Valência, assim como demais áreas envolventes apresentam um histórico de um grande número de inundações, registradas em desde 1321 até a história recente. 
As Inundações de Valência de 1957 são um exemplo recente da recorrência deste tipo de catástrofe nesta área de Espanha. Com a formação de uma Depressão Isolada em Altos Níveis (DANA) também designada por Gota Fria, que teve uma duração aproximada de três dias, causou um transbordamento significativo do rio Túria, em virtude das chuvas torrenciais que se fizeram sentir, resultando na morte de pelo menos 81 indivíduos. Em resposta ao desastre, o governo espanhol formulou um plano com o intuito de desviar o curso do rio Túria do centro para sul da cidade de Valência, a cerca de 3 quilómetros do seu percurso original, de forma a evitar possíveis inundações futuras da capital da Comunidade Valenciana.
Em 25 de outubro de 2024, o meteorologista da Agência Estatal de Meteorologia (AEMET) da Espanha, Juan Jesús González Alemán, alertou que a gota fria originada naquele período, teria potencial para se tornar numa tempestade devastadora. A sua declaração foi inicialmente recebida com escárnio e acusações de “alarmismo” na plataforma de redes sociais X.

## Inundação

### Comunidade Valenciana

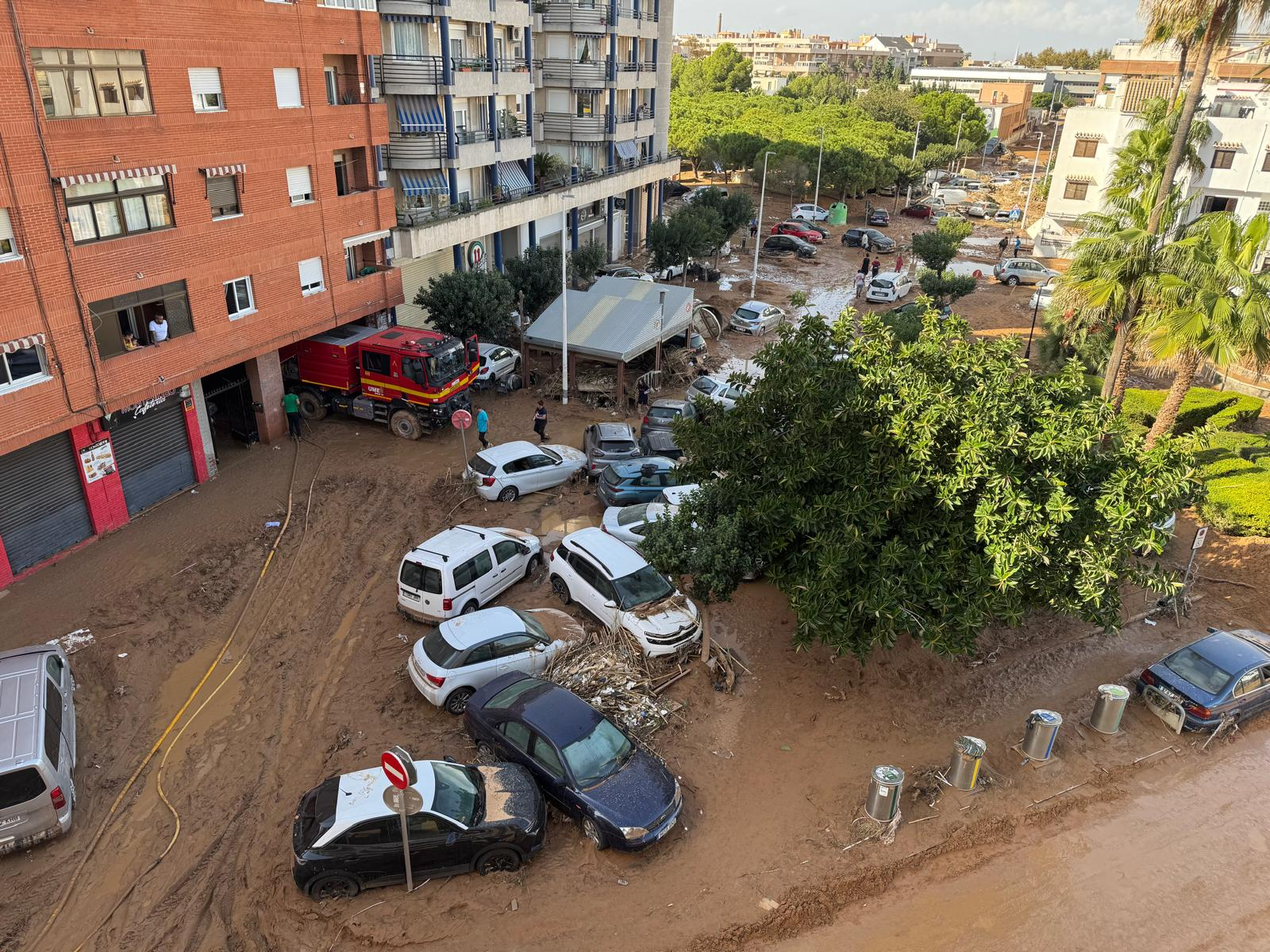
Carros arrastados pelas inundações em Catarroja

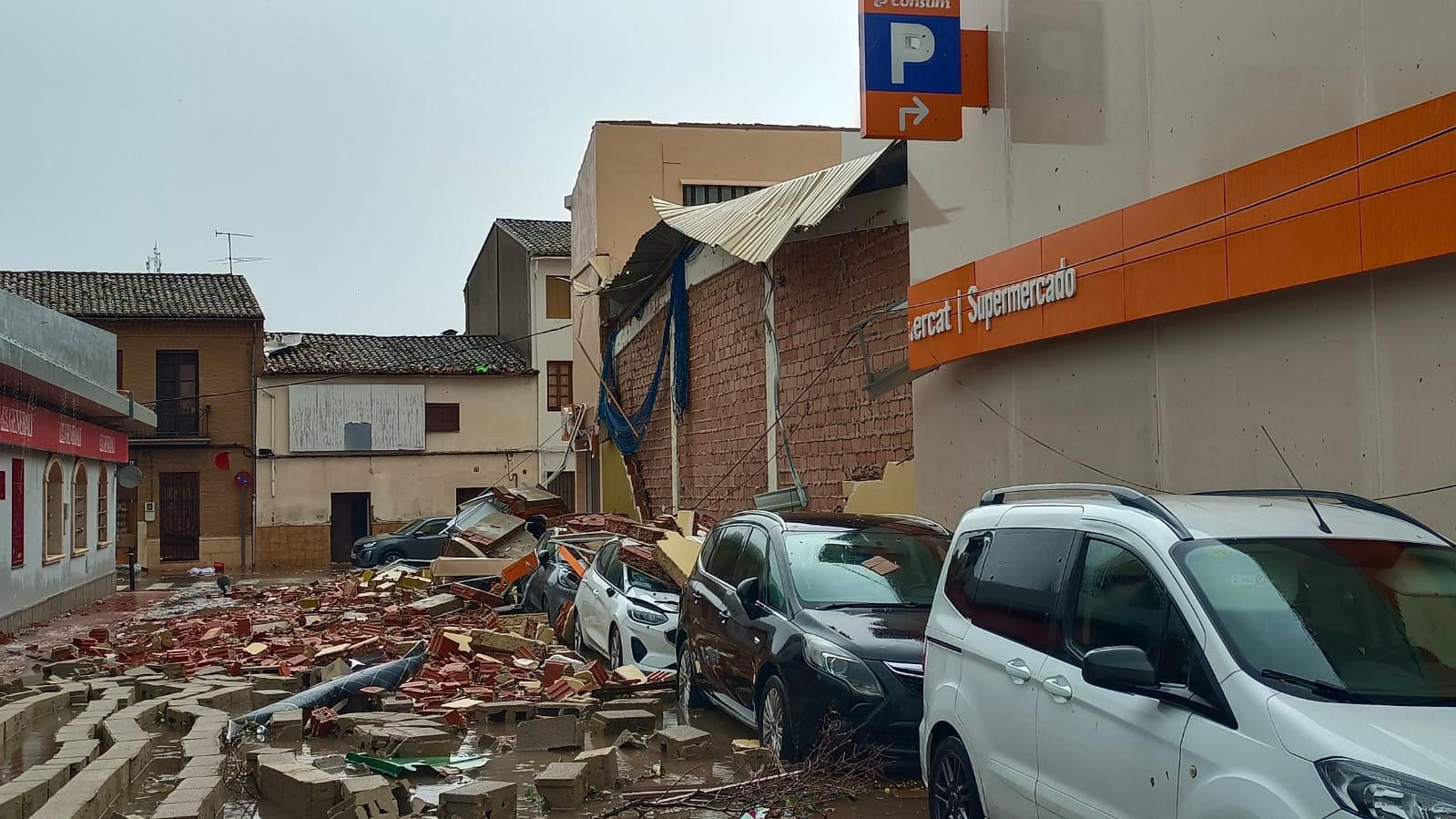
Vários carros danificados pelo desabamento da fachada de uma loja de conveniência em Alginet, uma cidade na Ribera Alta de Valência

Em 29 de outubro de 2024, uma queda de temperatura trouxe inundações repentinas drásticas ao sul e sudeste da Espanha, principalmente na região de Valência. Às 06h42, a Agência Meteorológica do Estado (AEMET) emitiu um alerta meteorológico laranja para o sul de Valência. Menos de 20 minutos depois, o porto de Valência anunciou que iria encerrar. Às 07h36, a AEMET emitiu um alerta meteorológico vermelho para o interior valenciano e elevou seu alerta anterior para o nível mais alto. A essa altura, a Plana d'Utiel já estava recebendo fortes chuvas. Às 10h30, os serviços de emergência estavam resgatando pessoas de seus veículos em Ribera.
Às 11h30, a ravina de Chiva transbordou e inundou o município; Chiva viu quase 500 milímetros de precipitação durante o dia. Às 11h45, os serviços de emergência emitiram um alerta aos municípios situados ao longo do rio Magro. Às 12:00 o Magro transbordou em Utiel, que registou 200 mm (7.9 in) na precipitação. Às 12h20, os serviços de emergência alertaram os municípios situados ao longo do barranco do Poyo. Na hora seguinte, os municípios afetados pela tempestade ficaram sem energia elétrica e sem telefone. Ao meio-dia, o governo local enviou todos os seus trabalhadores para casa, citando o "risco muito alto para a população" da gota fria. Às 14h, todos os seus escritórios estavam fechados. A ravina do Poyo registou picos de descarga de cerca de 2.300 m3 s-1 em Paiporta.

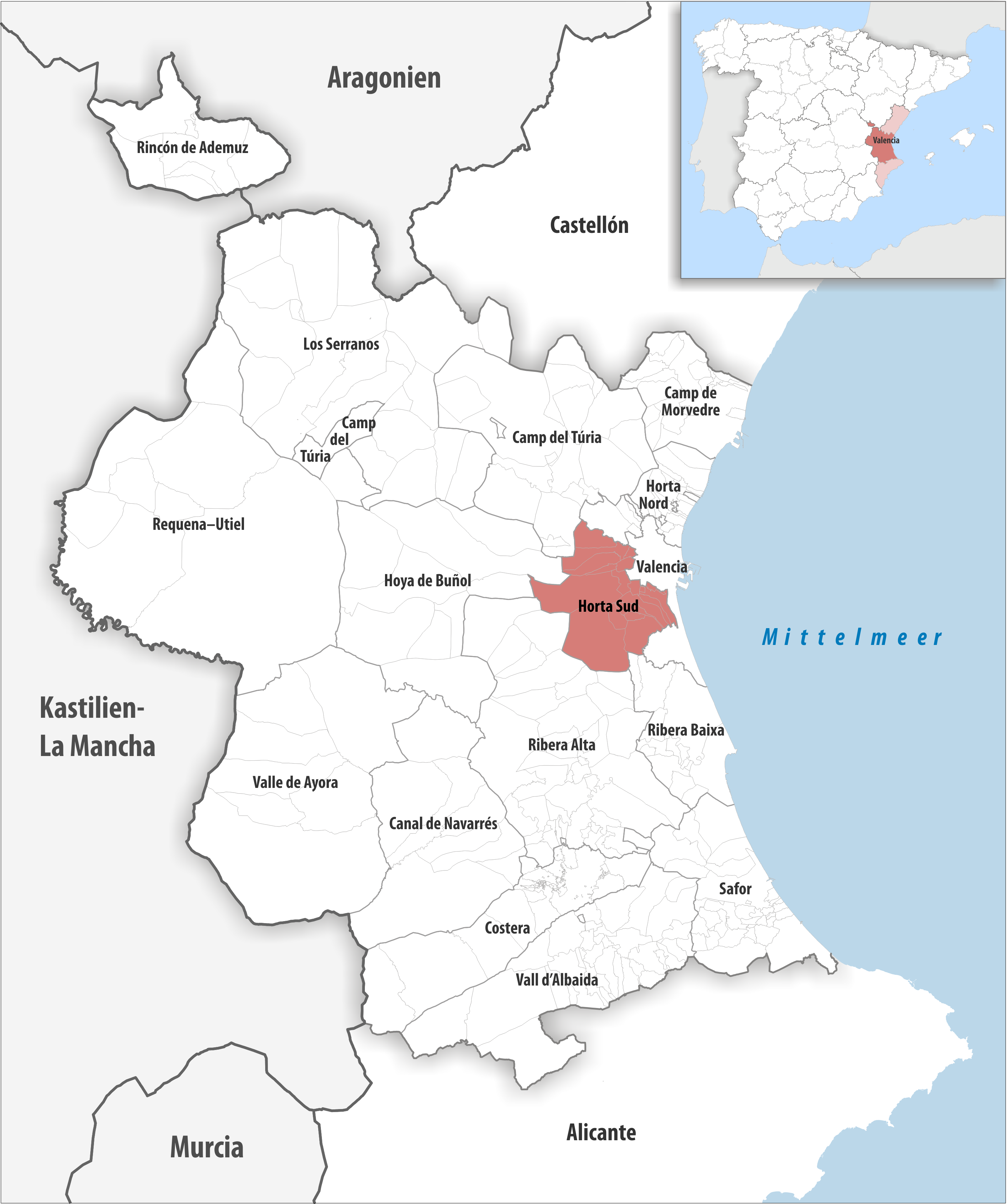
Horta Sud, uma das comarcas mais afetadas de Valência

Às 13h, o presidente valenciano, Carlos Mazón, concedeu uma entrevista coletiva, na qual afirmou que a intensidade da tempestade diminuiria até as 18h. Mas por volta das 17h35, os serviços de emergência já emitiam alertas sobre o transbordamento dos rios Magro e Júcar. Às 18h30, o Poyo transbordou em Torrent e inundou rio abaixo por várias cidades da Horta Sul. Muitas pessoas morreram, enquanto outras buscaram refúgio na Autovia V-30 ou em centros comerciais.
Às 19h25, uma ponte em Picanya foi destruída pelas águas agitadas. Às 20h12, a Generalitat Valenciana emitiu um alerta por SMS, aconselhando os cidadãos valencianos a permanecerem em casa. Às 20:36, o governo espanhol recebeu um pedido de intervenção da Unidade de Emergências Militares (UME) da Comunidade Valenciana. Às 21:00, Mazón reapareceu para declarar as inundações uma “situação sem precedentes”. Por volta da meia-noite de 30 de outubro, a equipe de mídia social de Mazón apagou um tweet no qual ele afirmava que a tempestade iria se dissipar.

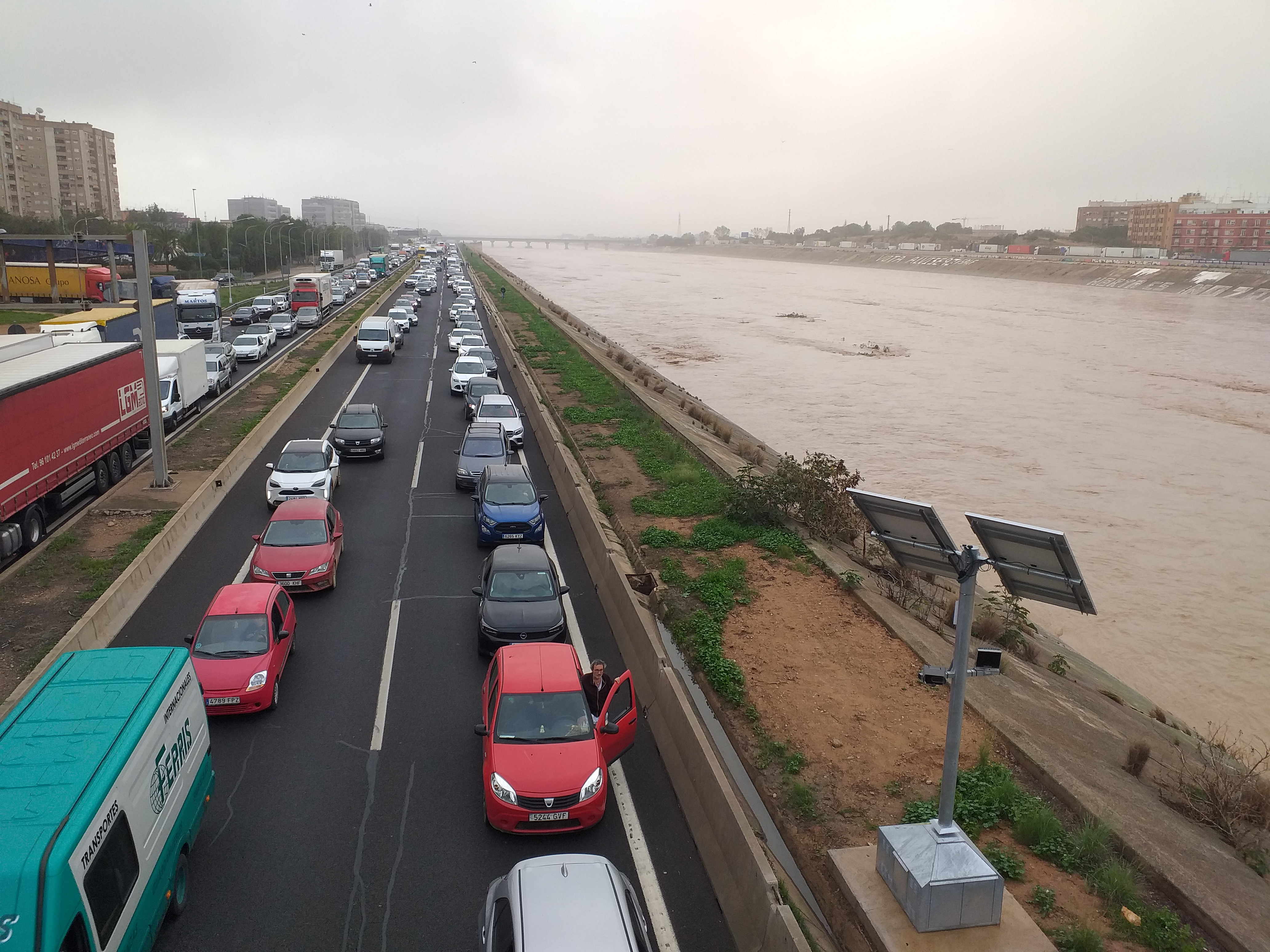
O novo leito do rio Túria em Valência transbordou.

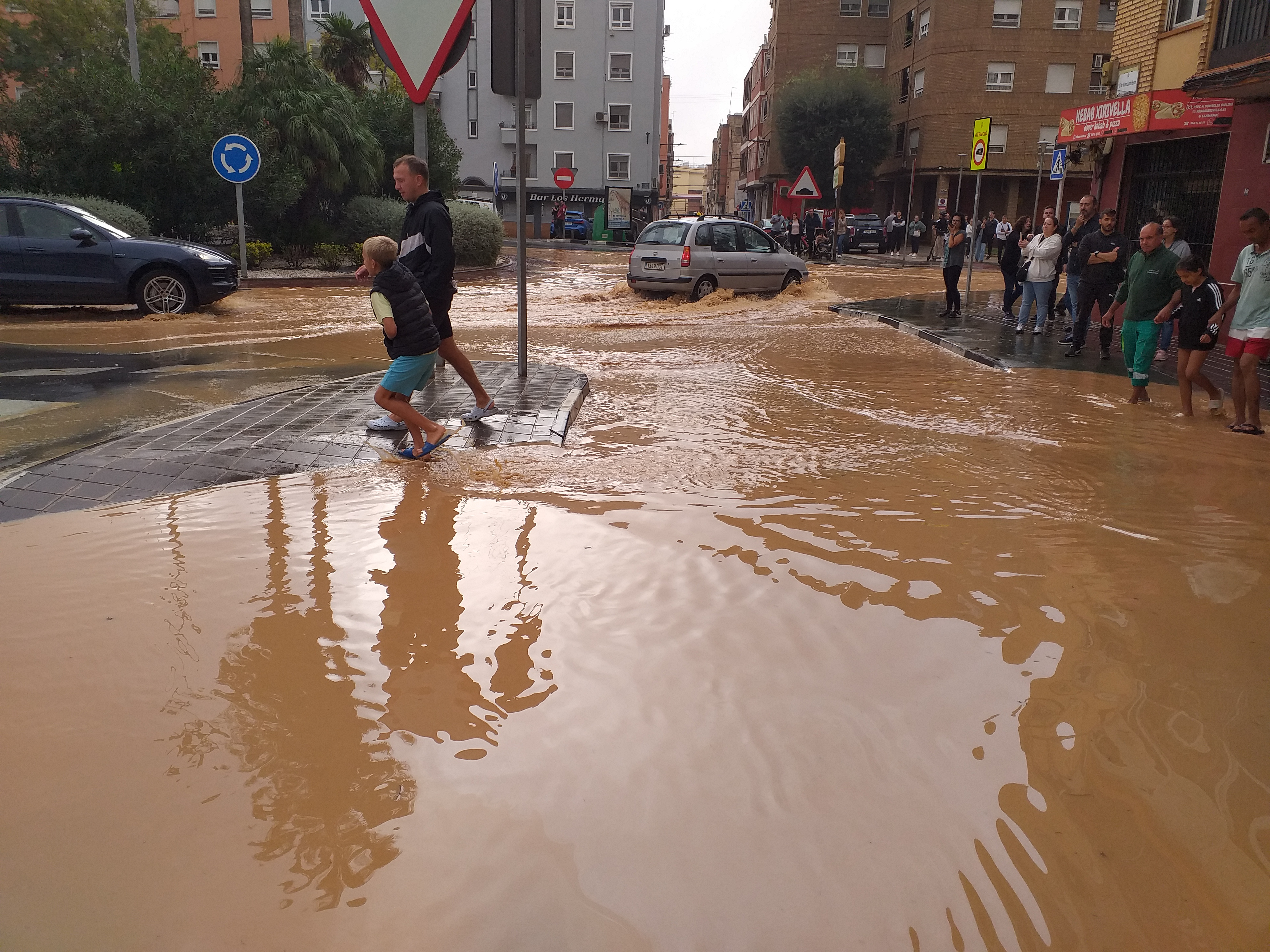
Ruas inundadas em Chirivella.

O Plan Sur, o novo leito do rio Turia construído após a sua inundação catastrófica em 1957, evitou inundações na cidade de Valência, mas provocou inundações nas regiões a sul. As cheias acabaram por afectar todos os núcleos populacionais da Horta Sud, bem como a maioria dos núcleos do Campo de Túria e de Requena-Utiel.

### Outras regiões

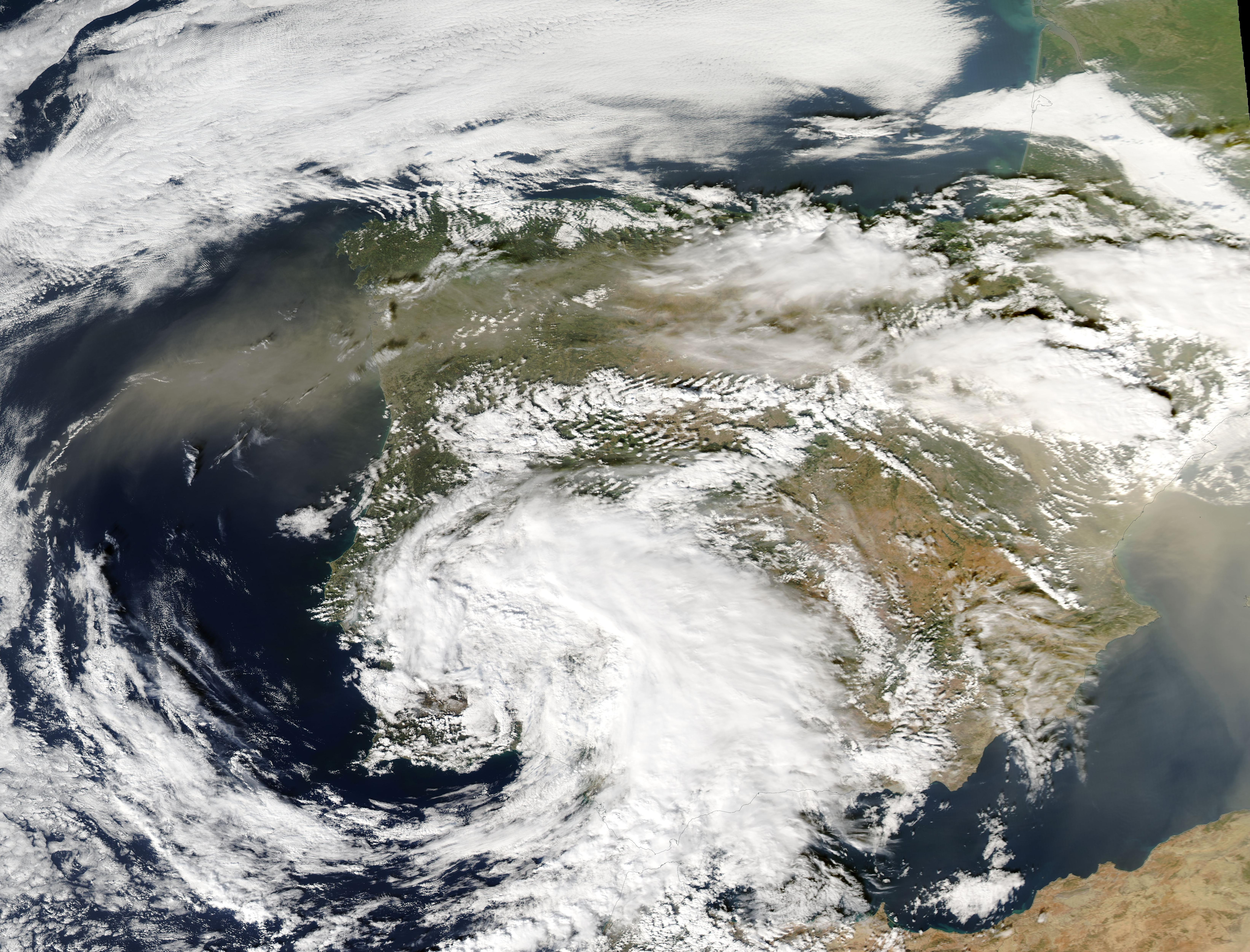
Nuvens de tempestade sobre a Andaluzia e a Extremadura em 1 de novembro de 2024

Na Andaluzia, a tempestade causou deslizamentos de terras e danos em edifícios, estradas, pontes e terras agrícolas. Várias pessoas tiveram que ser resgatadas pela Guarda Civil. Os meteorologistas emitiram previsões de que novas tempestades atingirão as regiões em 31 de outubro de 2024.

## Vítimas
Segundo os dados finais confirmados pelo governo, as cheias resultantes causaram a morte de 236 pessoas, das quais 228 na província de Valência, sete em Castela-La Mancha e uma na Andaluzia. Inicialmente, segundo dados provisórios do governo valenciano baseados em chamadas para um número de emergência sobre familiares desaparecidos, cerca de 1,9 mil pessoas foram declaradas desaparecidas, acrescendo mais cinco pessoas também desaparecidas em Castilla–La Mancha. Entre os desaparecidos estavam 16 membros da comunidade romena da Espanha. A grande maioria das pessoas declaradas desaparecidas pelos familiares foram sendo encontradas com vida nos dias seguintes, quando as comunicações se foram restabelecendo. As inundações também causaram danos significativos a edifícios e infraestruturas, arrastando carros e fazendo descarrilar um trem de alta velocidade, mas sem ferindo nenhum dos seus quase 300 passageiros. Segundo José Ángel Núñez, climatologista chefe da AEMET, a maior parte das mortes ocorreu em localidades onde não houve chuva.
Entre as vítimas mortais encontram-se dois homens da Colômbia e do Reino Unido.
A região de Múrcia também foi afectada pelas cheias, embora em menor grau do que outras regiões. As inundações também atingiram as províncias de Teruel e Saragoça, em Aragão.
Vários vídeos gravados de inundações repentinas mostraram civis agarrados às árvores para resistir ao rápido fluxo da enchente, com 30 pessoas em Letur ficando presas nas águas da enchente.

## Consequências

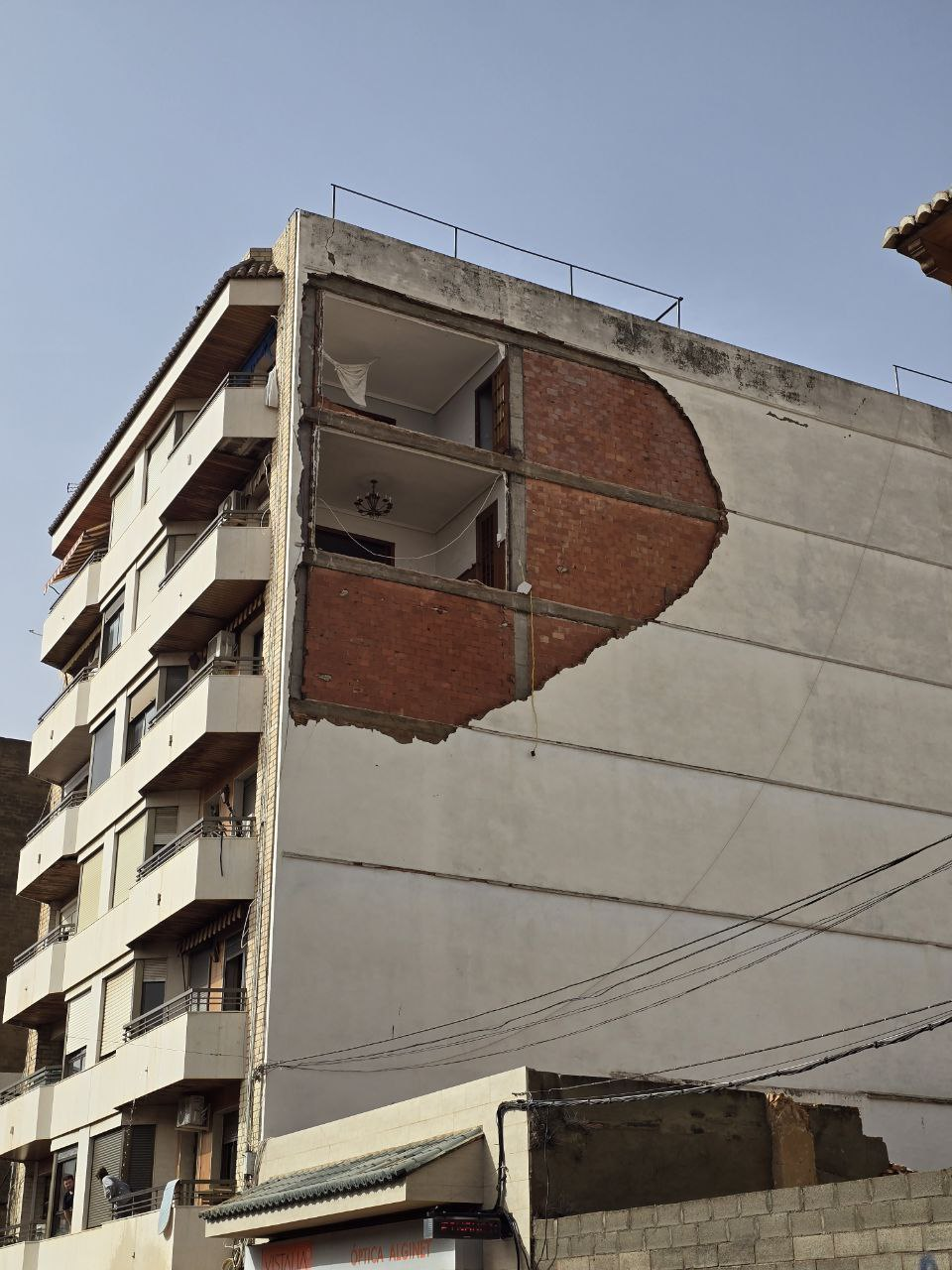
A fachada de um edifício residencial em Alginet destruída pela tempestade

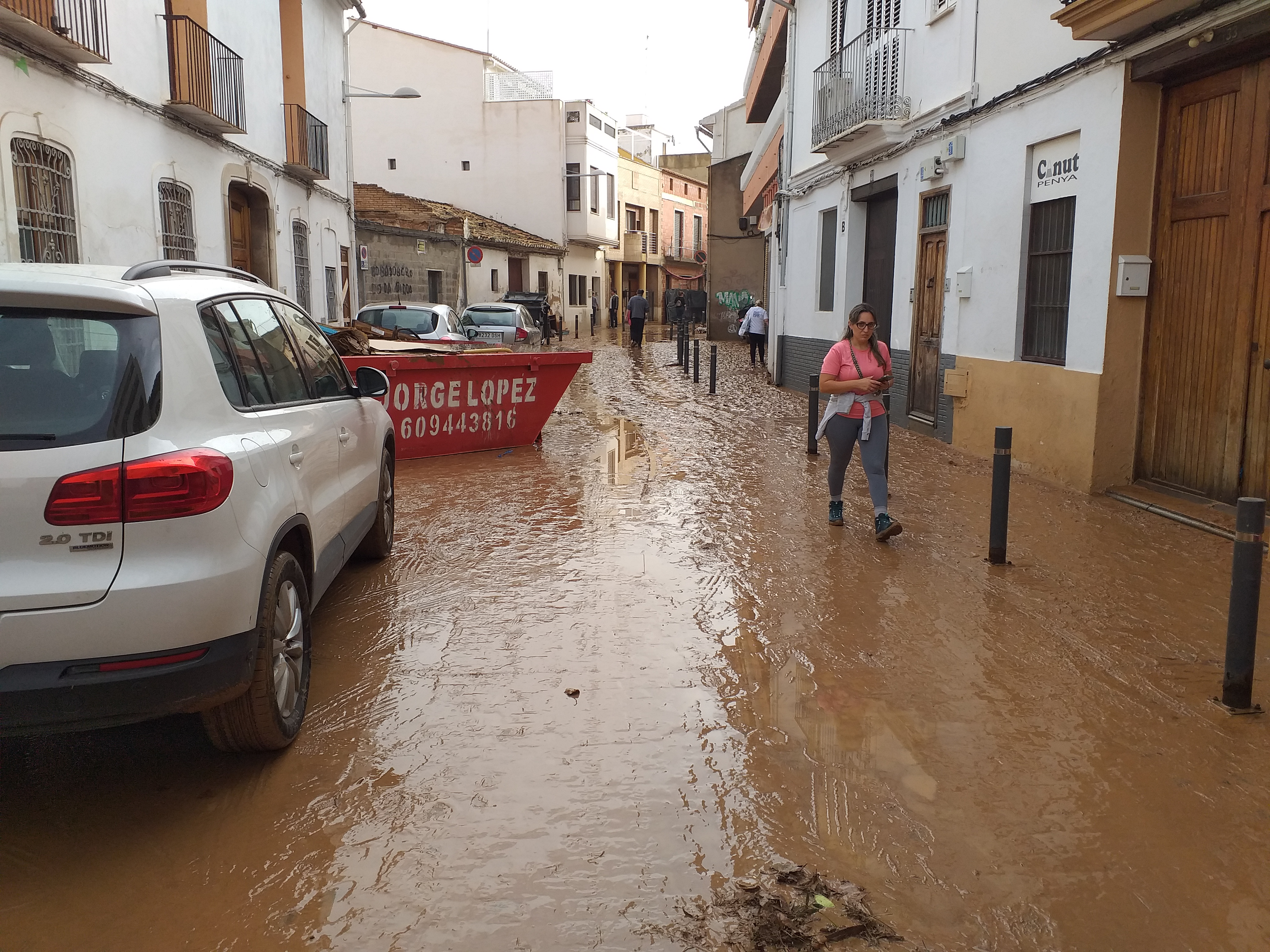
Destruição causada por inundações em parques e ruas da Catarroja

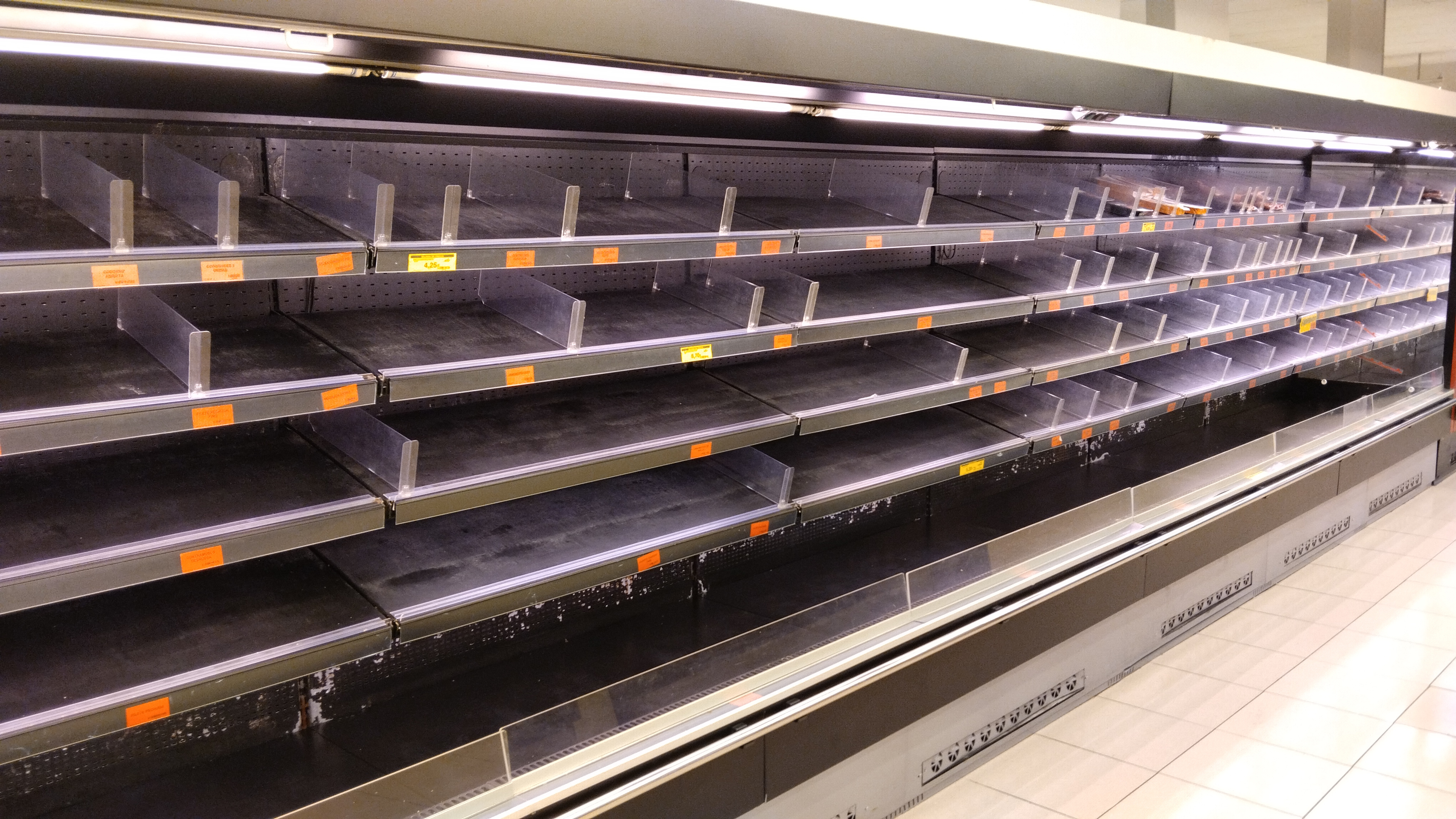
Prateleiras de carne vazias em uma Mercadona em 31 de outubro em Castellón após compras de pânico

Doze voos foram desviados do Aeroporto de Valência devido a fortes chuvas e ventos, enquanto mais 10 chegadas e partidas no aeroporto foram canceladas. No Aeroporto de Málaga, vários voos foram cancelados ou desviados em 29 de outubro, até que os serviços normais foram retomados em 30 de outubro.
No rescaldo inicial e nos dias seguintes ao desastre e à falta de coordenação governamental, milhares de valencianos voluntariaram-se e organizaram-se para ajudar as cidades afectadas, tanto com ajuda material (alimentos) como física (ajudando a limpar ruas e escombros). Durante os dias 30 de Outubro e 1 de Novembro, cerca de mil soldados espanhóis foram gradualmente destacados para as áreas mais afectadas. Devido à saturação do número de emergência causada pelo elevado número de incidentes reportados, muitas pessoas recorreram às redes sociais para pedir ajuda para si ou para os seus familiares. O circuito Ricardo Tormo em Cheste, Comunidade Valenciana, foi usado como centro de socorro, mas algumas das suas estradas de acesso foram destruídas pelas inundações. O MotoGP de Valência agendado para 17 de novembro foi cancelado, com os seus organizadores a dizerem que o evento seria realizado noutro local. O Teste Oficial e o Teste Feminino da Fórmula E da FIA, que seriam realizados no circuito de 4 a 7 de novembro, foram cancelados e transferidos para o Circuito del Jarama, em San Sebastián de los Reyes, Comunidade de Madri. Foram adiadas para 5 a 8 de novembro.
As inundações também causaram danos significativos a edifícios e infraestruturas, destruindo estradas e carros, e descarrilando um trem de alta velocidade que transportava cerca de 300 pessoas, sem causar feridos.
A rede elétrica sofreu graves danos e os serviços de distribuição de gás natural foram suspensos por razões de segurança. Esperava-se que os danos monetários causados pelas cheias fossem os piores da história espanhola, superando as inundações espanholas de 1983.

## Resposta
O governo espanhol criou um comitê de crise para coordenar a resposta nacional ao desastre, com o primeiro-ministro espanhol, Pedro Sánchez, observando publicamente seu monitoramento de relatórios de danos e atualizações de pessoas desaparecidas. Foram declarados três dias de luto em todo o país.
A Unidade Militar de Emergências foi enviada a Valência para ajudar nos esforços de resgate. Os socorristas precisaram usar helicópteros para resgatar moradores presos em Álora, na Andaluzia, de um rio próximo que estava cheio. Mais de mil soldados espanhóis foram destacados para as áreas mais afetadas. O Rei Felipe VI expressou a sua “desolação e preocupação pela tragédia” e “junto com a Rainha, queremos transmitir as nossas condolências a todas as famílias afectadas que perderam entes queridos e que ainda desconhecem o que aconteceu aos seus familiares” e realizou uma videoconferência com a Unidade Militar de Emergências.
O presidente regional valenciano, Carlos Mazón, informou que vários moradores estavam desaparecidos por viverem em áreas isoladas, inacessíveis aos socorristas devido aos danos causados pelas enchentes. O prefeito de Utiel, Ricardo Gabaldon, informou que o nível da água na cidade subiu para três metros, deixando vários moradores presos em suas casas e vários outros desaparecidos. Ele descreveu o dia 29 de outubro como “o pior dia da minha vida”.
A Prefeitura de Valência suspendeu todos os eventos esportivos e aulas escolares em 30 de outubro. Doze voos foram desviados do Aeroporto de Valência devido a fortes chuvas e ventos, enquanto mais dez chegadas e partidas no aeroporto foram canceladas. O operador ferroviário espanhol Administrador de Infraestructuras Ferroviarias anunciou a suspensão de todos os serviços ferroviários de Valência enquanto a situação for normalizada. Os jogos de futebol da Copa del Rey envolvendo equipes da região de Valência foram adiados para a semana seguinte.
No Aeroporto de Málaga, vários voos foram cancelados ou desviados no dia 29 de outubro. O serviço normal foi retomado em 30 de outubro. A feira do livro de Sevilha foi suspensa nos dias 29 e 30 de outubro.
Os serviços de trem de alta velocidade de Valência para Madri, os serviços Metrovalencia e a maioria dos serviços de trens urbanos em Valência foram suspensos e permaneceram suspensos após o desastre. Além disso, partes da Autovía A-3/E-901 e A-7/E-15, ambas as principais rodovias da região, foram bloqueadas devido às inundações e acidentes subsequentes, bem como várias outras estradas, que eram impossíveis de transitar.
O circuito Ricardo Tormo, em Cheste, Comunidade Valenciana, foi usado como centro de assistência. Algumas das estradas de acesso à pista foram destruídas pelas inundações.
Outras cidades na região de Andaluzia também foram bastante afetadas. Jerez de la Frontera esteve entre as cidades da região Sul com bastante danos à infraestrutura
A administração de Mazón foi criticada pela forma como lidou com a resposta às inundações. Porta-voz do Compromís, Agueda Micó responsabilizou pessoalmente Mazón pelas mortes causadas pelas cheias e acusou-o de “fugir às suas responsabilidades”. Alberto Núñez Feijóo, líder do Partido Popular ao qual Mazón pertence, defendeu a conduta do presidente valenciano e responsabilizou a AEMET por não ter alertado prontamente os valencianos. Os comentários de Feijóo foram contrariados pela cronologia dos acontecimentos: a AEMET emitiu o seu primeiro alerta meteorológico vermelho às 07:36; às 13:00, Mazón minimizou a gravidade da tempestade e afirmou que ela se dissiparia por volta das 18:00. Os meteorologistas criticaram Feijóo por questionar o trabalho da AEMET, que, segundo eles, poderia cultivar a desconfiança nos avisos meteorológicos e colocar as pessoas em maior risco. Vinte organizações cívicas e sindicatos valencianos pediram a demissão de Mazón.
Em 1 de novembro, foi relatado que o Ministro do Interior da França, Bruno Retailleau, ofereceu um contingente de bombeiros para ajudar no esforço de socorro, com o Ministro do Interior espanhol, Fernando Grande-Marlaska, rejeitando as ofertas devido ao fato de que atualmente o governo regional valenciano ainda está encarregado de administrar a crise e ainda não havia pedido para elevar a tomada de decisões ao governo central espanhol. O Governo só assumiria o controlo da crise se Mazón o pedisse  No dia 2 de novembro de 2024, a pedido de Mazón, Sánchez envia 5.000 soldados, duplica o número de policiais e pede a Mazón que solicite mais ajuda.
A climatologista alemã Friederike Otto, do Centro de Política Ambiental, disse que não havia "nenhuma dúvida" de que as fortes chuvas tinham sido agravadas pelas alterações climáticas. O climatologista italiano Stefano Materia também atribuiu a gravidade das inundações aos efeitos das alterações climáticas e descreveu o actual Mediterrâneo como uma "bomba-relógio". De acordo com uma análise do Climate Central, as cheias foram influenciadas pelo aumento da temperatura do Oceano Atlântico.